# IC 385
IC 385 је лентикуларна галаксија у сазвјежђу Еридан која се налази на листи објеката дубоког неба у Индекс каталогу.
Деклинација објекта је - 7° 5' 49" а ректасцензија 4h 39m 31,4s. Привидна величина (магнитуда) објекта IC 385 износи 13,5 а фотографска магнитуда 14,5. IC 385 је још познат и под ознакама NPM1G -07.0165, PGC 15746.